# 維亞切斯拉夫·彼得羅維奇·扎伊采夫
维亚切斯拉夫·彼得羅维奇·扎伊采夫（羅馬化：Vyacheslav Petrovich Zaytsev；1976年6月21日—），俄羅斯東方語言學者，出生於聖彼得堡，現任俄羅斯科學院東方文獻研究所（IOM RAS，又譯东方写本研究所）的研究員。專長於日本研究，2005年9月加入東方文獻研究所，他從2006年4月開始成為國際敦煌項目成員，負責整理項目中所發現的西夏文，及為相關的日語文獻製作目錄。因此，2008年7月獲推荐成為Unicode負責為西夏文、女真文及契丹文編碼的國際專家小組成員，專門負責為西夏文編碼。Unicode 9.0版本的西夏文編碼工作，扎伊采夫亦是負責人之一。